# Reserva Natural Local do Estuário do Douro

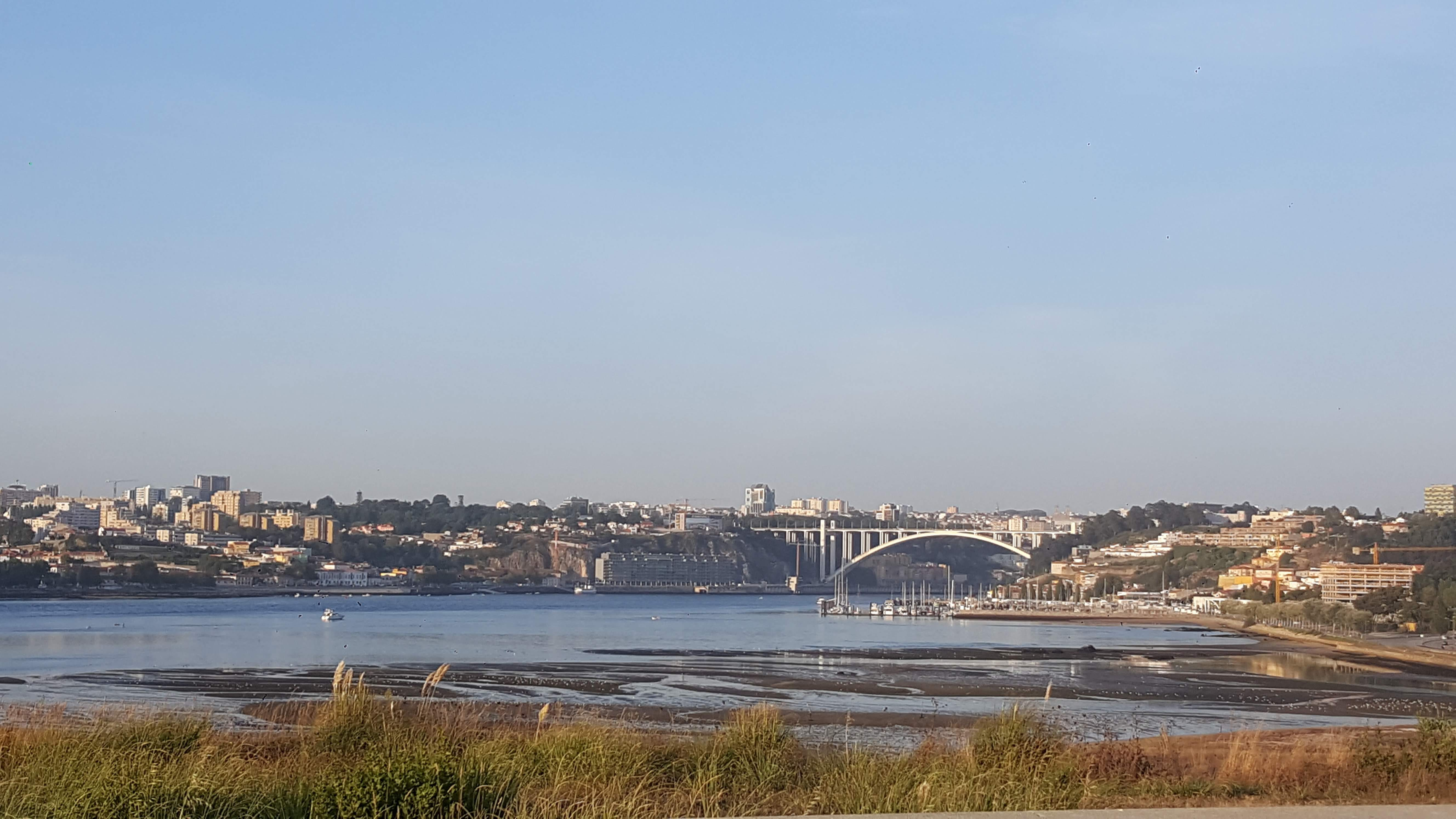
Vista em direção à Ponte da Arrábida

A Reserva Natural Local do Estuário do Douro localiza-se na freguesia de São Pedro da Afurada, no concelho de Vila Nova de Gaia, distrito do Porto, em Portugal e foi criada em 10 de julho de 2018. Possui uma área de 62 hectares, é local de descanso, alimentação e abrigo de muitas espécies de aves migradoras.

## Características
A proteção das aves e da paisagem é o principal objetivo deste refúgio.Os dois espaços são o da vegetação do sapal, mais húmido e o ambiente dunar claramente mais seco, onde a areia retém menor teor de humidade.

## Espécies

### Aves
As aves que podem ser observadas são: Alvéola-amarela, Andorinha-do-mar-anã, Andorinha-do-mar-comum, Borrelho-de-coleira-interrompida, Gaivota-de-patas-amarelas, Garça-branca-pequena, Garça-real, Guarda-rios.

### Flora
As plantas presentes no sapal são  ouriço-das-dunas, Centaurea sphaerocephala, Verdoega-marinha, Halimione portulacoides, Junça-marítima, Bolboschoenus maritimus, Junco-das-esteiras, Juncus maritimus e a Verdoega-marinha, Halimione portulacoides.

## Ligações Externas
1. ↑  «Reserva Natural Local do Estuário do Douro». Parque Biologico de Gaia. Consultado em 2 de julho de 2020